# Inevitable (película)
 Inevitable  es una película coproducida entre Argentina y España y dirigida por Jorge Algora según su propio guion escrito en colaboración con Héctor Carré sobre la obra de teatro Cita a ciegas de Mario Diament que se estrenó el 20 de marzo de 2014 y que tuvo como protagonistas a Federico Luppi, Darío Grandinetti,  Mabel Rivera y Antonella Costa.
La pieza teatral tuvo dos temporadas de éxito en el Teatro Nacional Cervantes en 2005 y 2006 y fue repuesta en 2013 en el Teatro Colonial, de Buenos Aires. Sobre ella se realizó otra versión cinematográfica titulada Puzzle o Puzzle for a blind man, de Rumania dirigida por Andrei Zinca y estrenada en 2013.

## Reparto
Actuaron en la película los siguientes intérpretes:
- Federico Luppi ... El Ciego
- Darío Grandinetti ... Fabián Ladner
- Mabel Rivera ... Olga
- Antonella Costa ... Alicia Kusnir
- Carolina Peleritti ... Mariela Monfrini
- Mighello Blanco ... El Ciego Joven
- Déborah Vukusic ... Olga Joven
- Raúl Calandra ... Posternak
- Carlos Kaspar ... Freire
- Paula Sartor ... Vanina

## Comentarios
Alejandro Lingenti opinó en La Nación :

”Son demasiadas, y bastante forzadas, las casualidades que hilvanan la historia de esta película…Hay que hacer un esfuerzo importante para comprar esa trama llena de vínculos calculados desde el guion, para terminar de aceptar su verosímil. Y también para no aburrirse con una serie de tópicos muy transitados sobre los que la película de Algora no dice nada nuevo: la abulia de la vida en pareja, el impiadoso mundo de los negocios, la extravagancia de los artistas... Inevitable… parece condenada … a replicar lugares comunes de un cine solemne y didáctico que por acá estuvo en boga en los 80….El elenco resuelve con eficiencia las ataduras que impone un argumento tan remanido, aun cuando los actores estén obligados a decir cosas como "acá no se viene a trabajar, sino a hacer dinero" y "mientras usted se compra esa blusa hay gente que no tiene para comer" y deban moverse en el ámbito de una ficción donde los artistas callejeros odian a los banqueros y un marchand es necesariamente gay. Sobre el final, una abrupta vuelta de tuerca que sataniza al alienado personaje interpretado con solvencia por Grandinetti termina por confirmar que la sutileza nunca estuvo en los planes de Algora...”

Juan Carlos Fontana escribió en La Prensa:

”correctamente contada por el director…que también supo guiar muy bien a sus actores, para que cada uno le aporte naturalidad y espontaneidad a sus personajes. Desde este punto de vista ninguno desentona y entre algunos tangos que se escuchan de fondo y acompañan ciertos climas del filme, se admiran las actuaciones de Darío Grandinetti, Federico Luppi, Carolina Peleritti y Antonella Costa.”